# 29 Tauri
29 Tauri, eller u Tauri, är en misstänkt variabel i Oxens stjärnbild.
29 Tau varierar mellan fotografisk magnitud +5,3 och 5,33 utan någon fastställd periodicitet.